# Wierzbie (Soborzyce)
Wierzbie – dawna wieś, dziś część wsi Soborzyce w Polsce, położona w województwie śląskim, w powiecie częstochowskim, w gminie Dąbrowa Zielona.
W latach 1975–1998 Wierzbie należało administracyjnie do województwa częstochowskiego.